# Ioan Tătaru
Ioan Tătaru (n. 25 februarie 1952, Sibiu) este un fost senator român în legislatura 1990-1992 ales în județul Sibiu pe listele partidului FSN. În cadrul activității sale parlamentare, Ioan Tătaru a fost membru în grupurile parlamentare de prietenie cu Mongolia, Republica Franceză-Senat și Canada.